# Wayne Sleep
Wayne Sleep (Plymouth, 17 luglio 1948) è un ballerino, attore e coreografo britannico.

## Biografia
Ha recitato in numerosi musical, tra cui Cats (candidato al Laurence Olivier Award al miglior attore in un musical), Tell Me on a Sunday e Cabaret. Sleep è ricordato anche per aver ballato con Diana, Principessa del Galles al Royal Opera House nel 1985.
Dichiaratamente bisessuale, Wayne Sleep è sposato con José Bergera.

## Filmografia
- The Virgin Soldiers, regia di John Dexter (1969)
- 1855 - La prima grande rapina al treno (The First Great Train Robbery), regia di Michael Crichton (1975)

## Televisione
- The Story of Diana (2017)